# Deshidratare
În fiziologie, termenul de deshidratare face referire la condiția în care în organism există un deficit, total sau parțial, al cantității de apă.
Stările de deshidratare pot apărea în momentul în care cantitatea de apă excretată este mai mare decât cantitatea de apă ingerată, prin exerciții fizice intense, în unele stări patologice sau în condiții de temperatură ambientală crescută.

## Semne și simptome
Cele mai importante simptome asociate cu deshidratarea sunt setea și schimbările neurologice, precum durerile de cap, starea de disconfort general, pierderea apetitului, scăderea volumului urinei (în afara cazului în care poliuria este cauza deshidratării), starea de confuzie, fatigabilitatea inexplicabilă și chiar crize epileptice.